# Lijst van rijksmonumenten in Apeldoorn (gemeente)
De Nederlandse gemeente Apeldoorn telt 222 inschrijvingen in het rijksmonumentenregister. Hieronder een overzicht.

## Apeldoorn
De stad Apeldoorn telt 132 inschrijvingen in het rijksmonumentenregister. Zie Lijst van rijksmonumenten in Apeldoorn (stad) voor een overzicht.

## Assel
De plaats Assel telt 1 inschrijving in het rijksmonumentenregister.
| Object                            | Oorspronkelijke functie? | Bouwjaar                          | Architect | Locatie | Coördinaten?                  | Nr.?  | Afbeelding                        |
| --------------------------------- | ------------------------ | --------------------------------- | --------- | ------- | ----------------------------- | ----- | --------------------------------- |
| IJzerkuilen op de Asselsche Heide | Archeologisch monument   | waarschijnlijk tussen 700 en 1000 |           |         | 52° 11' 39" NB, 5° 51' 43" OL | 45162 | IJzerkuilen op de Asselsche Heide |

## Beekbergen
De plaats Beekbergen telt 9 inschrijvingen in het rijksmonumentenregister. Zie Lijst van rijksmonumenten in Beekbergen voor een overzicht.

## Beemte
De plaats Beemte telt 1 inschrijving in het rijksmonumentenregister.
| Object               | Oorspronkelijke functie? | Bouwjaar | Architect | Locatie      | Coördinaten?                 | Nr.?   | Afbeelding           |
| -------------------- | ------------------------ | -------- | --------- | ------------ | ---------------------------- | ------ | -------------------- |
| Orgel Wilhelminakerk | Vanwege onderdelen kerk  | 1872     |           | Beemterweg 7 | 52° 15' 15" NB, 5° 59' 3" OL | 527340 | Orgel Wilhelminakerk |

## Hoenderloo
Het in de gemeente Apeldoorn gelegen deel van de plaats Hoenderloo telt 16 inschrijvingen in het rijksmonumentenregister. Zie Lijst van rijksmonumenten in Hoenderloo voor een overzicht.

## Hoog Soeren
De plaats Hoog Soeren telt 17 inschrijvingen in het rijksmonumentenregister. Zie Lijst van rijksmonumenten in Hoog Soeren voor een overzicht.

## Klarenbeek
De plaats Klarenbeek ligt gedeeltelijk in de gemeente Apeldoorn en gedeeltelijk in de gemeente Voorst. Het Apeldoornse deel telt geen inschrijvingen in het rijksmonumentenregister. Zie Lijst van rijksmonumenten in Klarenbeek voor een overzicht van de in de gemeente Voorst gelegen objecten.

## Loenen
De plaats Loenen telt 21 inschrijvingen in het rijksmonumentenregister. Zie Lijst van rijksmonumenten in Loenen (Apeldoorn) voor een overzicht.

## Radio Kootwijk
De plaats Radio Kootwijk telt 6 inschrijvingen in het rijksmonumentenregister.
| Object                                            | Oorspronkelijke functie?  | Bouwjaar  | Architect     | Locatie        | Coördinaten?                  | Nr.?   | Afbeelding        |
| ------------------------------------------------- | ------------------------- | --------- | ------------- | -------------- | ----------------------------- | ------ | ----------------- |
| Radiozendstation Kootwijk: gebouw A en watertoren | Welzijn, kunst en cultuur | 1919-1920 | J.M. Luthmann | Radioweg bij 3 | 52° 10' 24" NB, 5° 49' 8" OL  | 46517  | Meer afbeeldingen |
| 50 KV-station                                     | Nutsbedrijf               | 1925-1930 | Hendrik Fels  | Radioweg       | 52° 11' 11" NB, 5° 48' 39" OL | 525031 | Meer afbeeldingen |
| Elektriciteitsmasten                              | Nutsbedrijf               | 1926      |               | Radioweg       | 52° 11' 9" NB, 5° 48' 40" OL  | 526234 | Meer afbeeldingen |
| Gebouw C: zendgebouw met koelvijver               | Welzijn, kunst en cultuur | 1929      |               | Turfbergweg    | 52° 10' 12" NB, 5° 50' 33" OL | 528726 | Meer afbeeldingen |
| Gebouw D: zendgebouw met koelvijver               | Welzijn, kunst en cultuur | 1930      |               | Turfbergweg    | 52° 10' 3" NB, 5° 50' 33" OL  | 531082 | Meer afbeeldingen |
| Gebouw E: zendgebouw met zwembadhuisje            | Welzijn, kunst en cultuur | 1929      |               | Turfbergweg    | 52° 9' 56" NB, 5° 50' 42" OL  | 531083 | Meer afbeeldingen |

## Uddel
De plaats Uddel telt 13 inschrijvingen in het rijksmonumentenregister. Zie Lijst van rijksmonumenten in Uddel voor een overzicht.

## Wenum
De plaats Wenum telt 3 inschrijvingen in het rijksmonumentenregister.
| Object | Oorspronkelijke functie?  | Bouwjaar           | Architect | Locatie              | Coördinaten?                  | Nr.? | Afbeelding |
| --- | ------------------------- | ------------------ | --------- | -------------------- | ----------------------------- | ---- | --- |
| Hoeve onder rieten wolfdak. De voorgevel bezit vlechtingen en vensters met luiken en 18-ruitsschuiframen. Stal met gepotdekselde houten delen | Boerderij                 | 1821               |           | Klein Cannenburgh 24 | 52° 15' 30" NB, 5° 57' 28" OL | 8190 | Hoeve onder rieten wolfdak. De voorgevel bezit vlechtingen en vensters met luiken en 18-ruitsschuiframen. Stal met gepotdekselde houten delen |
| Grondzeiler Wenum | Industrie- en poldermolen | 1840 1930 (verpl.) |           | Marleweg 60          | 52° 15' 38" NB, 5° 58' 22" OL | 8191 | Meer afbeeldingen |

## Wiesel
De plaats Wiesel telt 3 inschrijvingen in het rijksmonumentenregister.
| Object                                                 | Oorspronkelijke functie?  | Bouwjaar                             | Architect      | Locatie                | Coördinaten?                  | Nr.?   | Afbeelding        |
| ------------------------------------------------------ | ------------------------- | ------------------------------------ | -------------- | ---------------------- | ----------------------------- | ------ | ----------------- |
| De Wenumse Molen: molenaarswoning met bedrijfsgedeelte | Industrie- en poldermolen | 1882                                 |                | Oude Zwolseweg 160     | 52° 15' 28" NB, 5° 57' 57" OL | 514501 | Meer afbeeldingen |
| De Wenumse Molen: watermolen                           | Industrie- en poldermolen | 1313 of eerder 1917 (huidige gebouw) |                | Oude Zwolseweg bij 160 | 52° 15' 28" NB, 5° 57' 57" OL | 514502 | Meer afbeeldingen |
| De Wissel                                              | Woonhuis                  | 1933-'34                             | Jan Piet Kloos | Wieselseweg 102        | 52° 15' 1" NB, 5° 56' 4" OL   | 514587 | Upload foto       |